# Костжинь
Костжинь (пол. Kostrzyń) — річка в Польщі, у Седлецькому повіті Мазовецького воєводства. Ліва притока Лівця (басейн Балтійського моря).

## Опис
Довжина річки 44,8 км, висота витоку над рівнем моря — 166,9  м, витота гирла над рівнем моря — 126  м, найкоротша відстань між витоком і гирлом — 29,64 км, коефіцієнт звивистості річки —  1,52. Площа басейну водозбору 715  км².

## Розташування
Бере початок біля села Доманіце. Спочатку тече переважно на північний захід через Вишків, Жебрак, Добжанув. Біля Соснового повертає на північний схід, тече через Кенпу, Блухоцін, Стару Суху, Полькув-Дачбогі і впадає у річку Лівець, ліву притоку Західного Бугу.

## Цікаві факти
- На лівому березі річки біля села Боркі розташовані природний заказник Флоріанув та заказник Рогозниця.[1]
- У селищі Нова Суха знаходиться музей дерев'яного будівництва.